# Manteiga frita

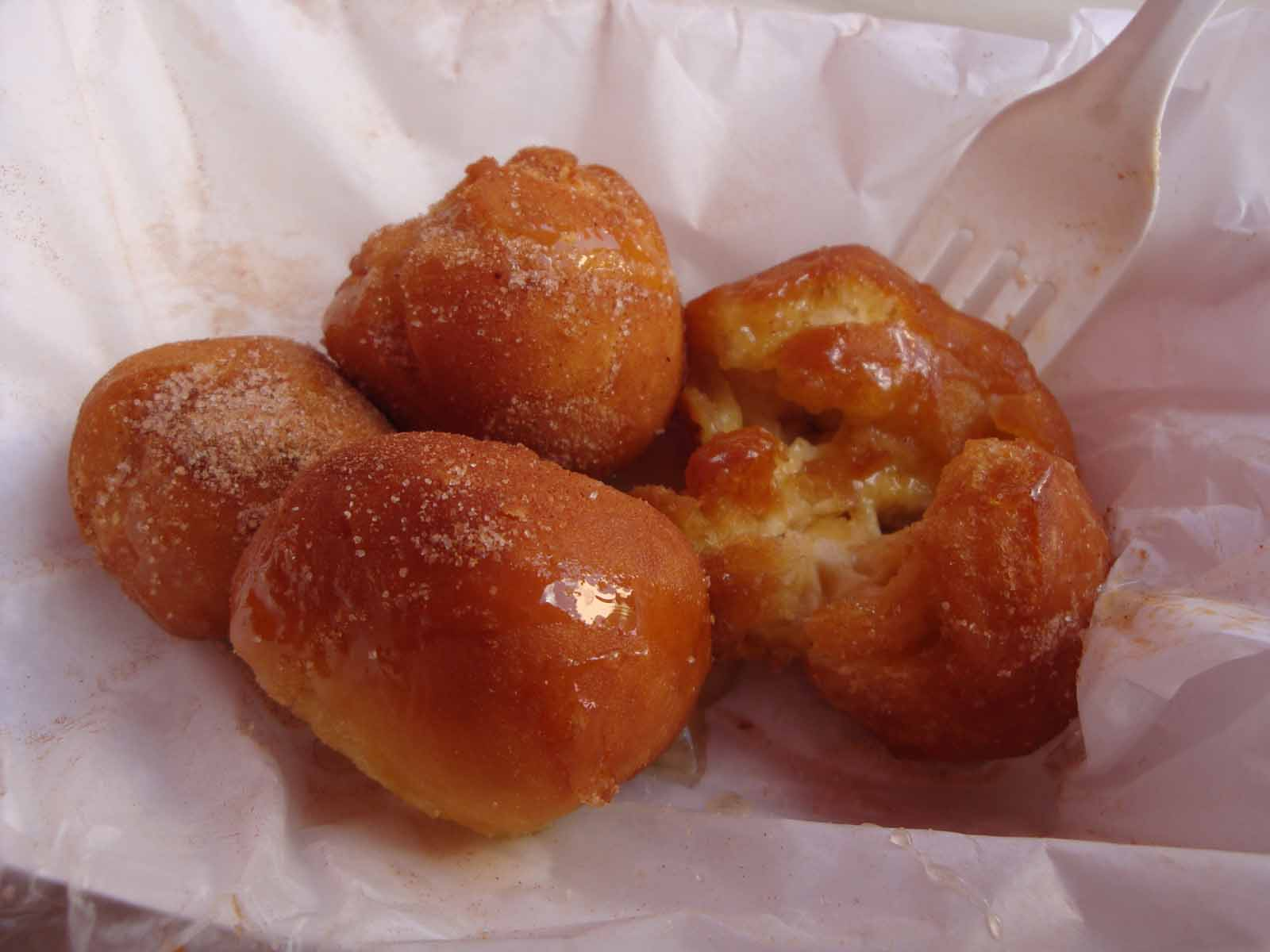
Manteiga frita na Feira Estadual do Texas, 2009

Manteiga frita (em inglês: Deep-fried butter) é um lanche feito de manteiga revestida com uma massa ou empanada e depois frita. O prato é frequentemente servido em feiras nos Estados Unidos; entre elas, a Feira Estadual do Texas em Dallas, Texas, a Feira Estadual da Carolina do Sul, a Feira Estadual de Iowa em Des Moines, Iowa, e County Fairs em Ohio. A manteiga assada é um prato semelhante, para o qual existem receitas que datam do século XVII.

## História

### Estados Unidos
Abel Gonzales Jr., também conhecido como “Fried Jesus”, de Dallas, Texas, inventou a manteiga frita, servindo-a na Feira Estadual do Texas de 2009, em Dallas, Texas. Preparada com manteiga congelada e empanada, ela recebeu o “Prêmio de comida mais criativa” na época.
Uma versão de manteiga frita em um palito estreou na Iowa State Fair de 2011, preparada com manteiga congelada mergulhada em uma massa com sabor de mel e canela, frita até dourar e depois coberta com uma calda de açúcar. Essa mistura em um palito foi inventada por Larry Fyfe, empresário e concessionário da feira. A manteiga frita também foi servida em um palito na Feira Estadual do Texas.
Em 2011, na Orange County Fair, em Costa Mesa, Califórnia, a manteiga frita foi combinada com bacon coberto de chocolate e apelidada de “combinação coronariana”. A ABC News fez uma comparação com relação ao preço dessa combinação de alimentos, afirmando que “o preço de US$ 10,50 rivalizava com os co-pagamentos de alguns planos de saúde para uma visita a um cardiologista”. Esse prato também foi servido em outros eventos e locais, como a Feira Estadual de Virgínia e o festival de música Musikfest em Bethlehem, Pensilvânia.

### Canadá

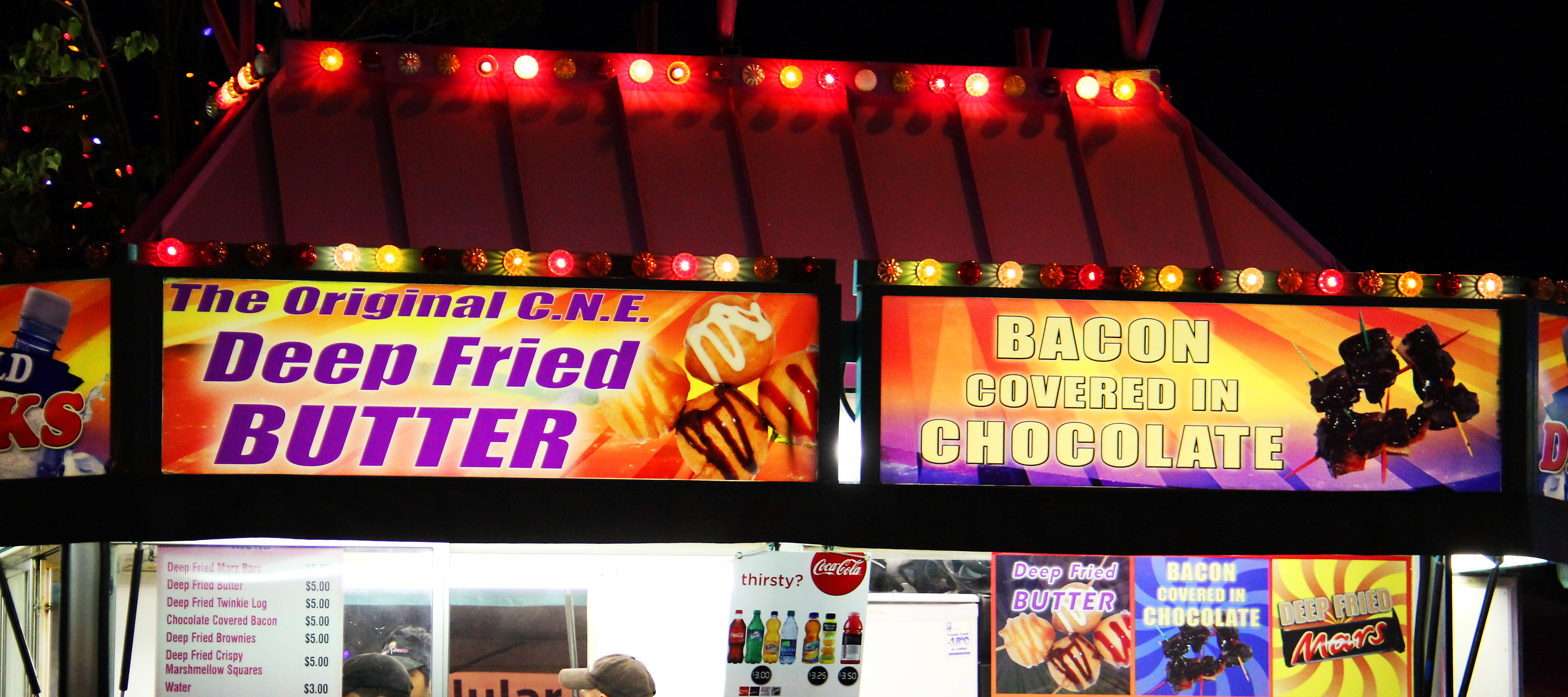
Placas para manteiga frita e outros alimentos na Exposição Nacional Canadense em Toronto

A estreia da manteiga frita em 2010 na Exposição Nacional Canadense [en] em Toronto, Canadá, pode ter levado a um aumento no público do evento. Durante o evento de 18 dias em 2010, o estande de concessão que fornecia o prato vendeu 9.000 pedidos, o que equivale a 36.000 bolas de manteiga fritas individuais usando 362 quilos de manteiga. O prato foi servido em porções de quatro bolas no evento, o que totalizou 315 calorias.

### Reino Unido
Em 2011, em Edimburgo, na Escócia, um pub chamado The Fiddler's Elbow serviu um prato de sobremesa chamado “Braveheart Butter Bombs”, que consiste em manteiga frita servida com sorvete infundido com Irn-Bru e Coulis [en]. Alguns críticos em Edimburgo se referiram à manteiga frita como um “coronário em um prato”, mas os chefs do pub afirmaram que, quando consumida com moderação, ela “não faz mal”. O pub também planejava oferecer uma variação usando uísque no lugar do Irn-Bru.

## Características

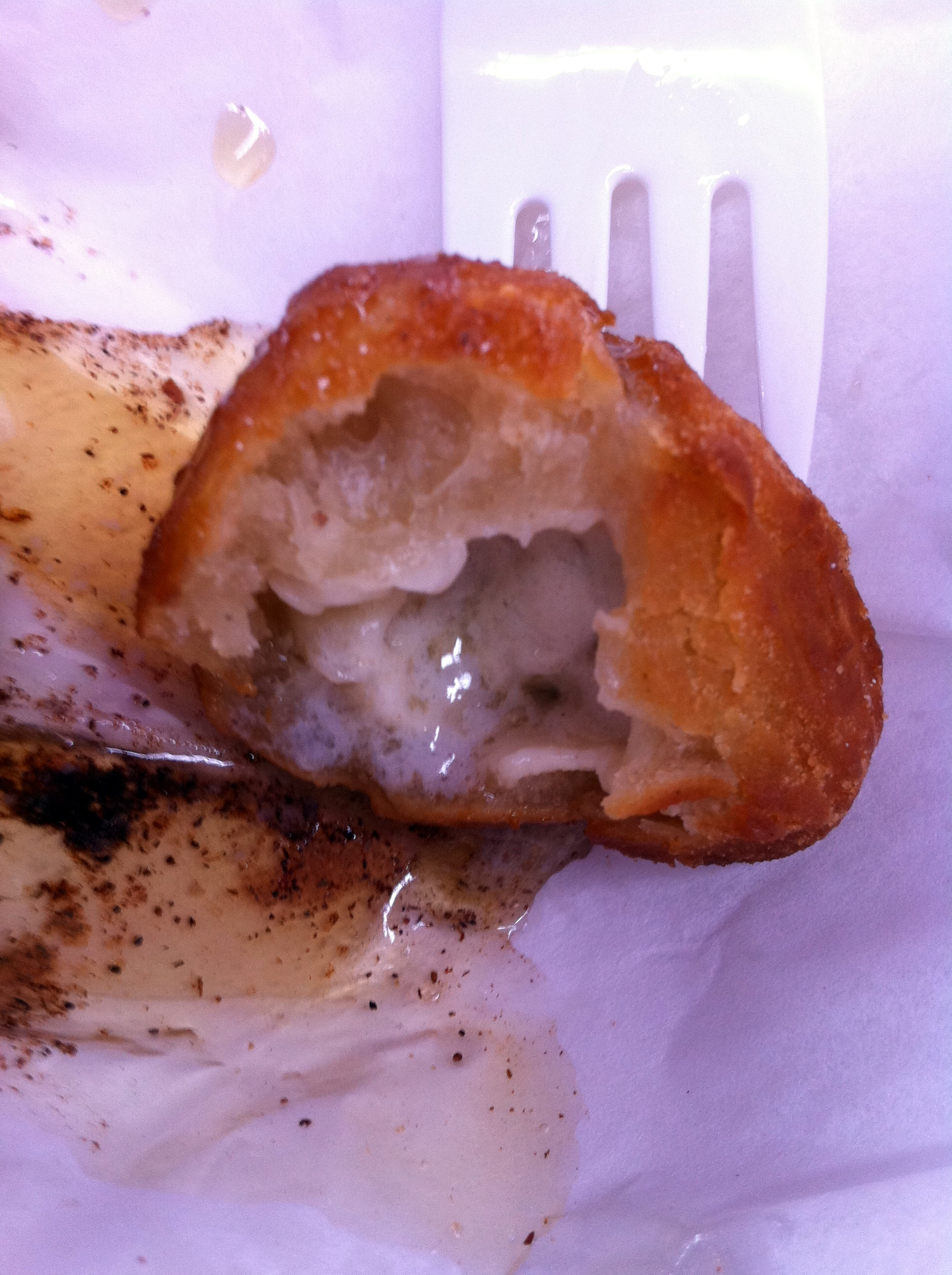
Vista de um corte transversal de manteiga frita na Feira Estadual do Texas, 2010

O sabor da manteiga frita foi comparado ao da rabanada e descrito como “o pão mais amanteigado que você já comeu”.
A ABC News a chamou de “lanche que obstrui as artérias”. A chef famosa Paula Deen publicou uma receita de bolinhas de manteiga fritas, que usa uma mistura de queijo cremoso e manteiga que é congelada, empanada, congelada novamente e depois frita. O tempo de cozimento nessa receita é curto, de apenas dez a quinze segundos, quando o produto atinge uma cor “dourada clara”.

## Manteiga assada
A manteiga assada é um prato semelhante, para o qual existem receitas que datam do século XVII. A primeira receita conhecida de manteiga assada data de 1615. A manteiga assada foi documentada no livro de receitas The Art of Cookery Made Plain and Easy em 1747. A receita consistia em deixar a manteiga de molho em água com sal por algumas horas, colocá-la em um espeto giratório (“spit it”), cobri-la com farinha de rosca e noz-moscada e assá-la em fogo baixo, cobrindo-a continuamente com gemas de ovos e mais farinha de rosca. Recomendava-se que ostras acompanhassem o prato.